# Verfassung und Verfassungsvertrag

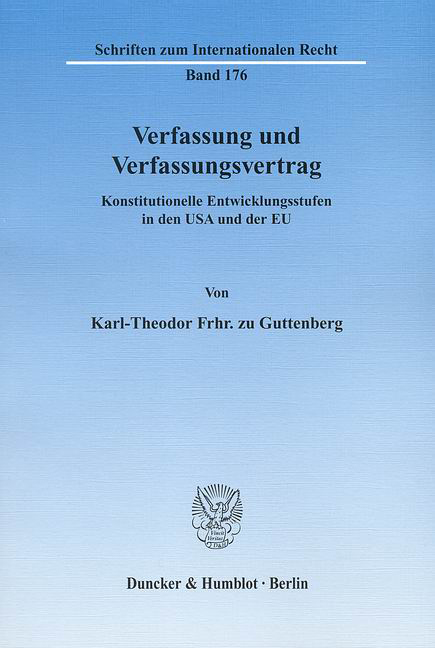

Verfassung und Verfassungsvertrag. Konstitutionelle Entwicklungsstufen in den USA und der EU ist eine Schrift, die der ehemalige deutsche Bundestagsabgeordnete Karl-Theodor zu Guttenberg Ende 2006 an der Universität Bayreuth als juristische Dissertation einreichte. Er erhielt dafür zunächst den Doktorgrad mit der Bestnote summa cum laude.
Im Februar 2011 veröffentlichte der Staatsrechtler Andreas Fischer-Lescano einen Beitrag in einer  juristischen Fachzeitschrift, in dem er auf einige nicht oder nur mangelhaft ausgewiesene Zitate in der Arbeit hinwies, deren Autor inzwischen Bundesminister der Verteidigung war. Damit wurde die Plagiatsaffäre Guttenberg ausgelöst.
Untersucht wurde Verfassung und Verfassungsvertrag von einer Kommission der Universität Bayreuth, die im Mai 2011 vorsätzliche Täuschung feststellte, sowie öffentlich durch pseudonyme Autoren auf der Website GuttenPlag Wiki.
Eine Woche nach Beginn der Plagiatsaffäre wurde zu Guttenberg der Doktorgrad entzogen. Weitere sechs Tage später trat er, nach wachsender Kritik, von allen bundespolitischen Ämtern zurück.

## Entstehung
Guttenberg bestand die erste Prüfung (auch als Erstes Staatsexamen bekannt), aber die zweite Staatsprüfung (Zweites Staatsexamen) absolvierte er nicht und erwarb somit nicht die Befähigung zum Richteramt. Er erreichte außerdem nur die Examensnote „befriedigend“ und nicht „vollbefriedigend“, daher musste er eine Sondergenehmigung zur Promotion beantragen. Diese erteilte der damalige Dekan Karl-Georg Loritz, ein früherer Vorsitzender der Jungen Union in Schwandorf. Derartige Sondergenehmigungen würden, so ein Pressebericht, unter bestimmten Voraussetzungen „offensichtlich nicht selten“ erteilt.
Der Staatsrechtslehrer Peter Häberle, der bis 2002 einen Lehrstuhl an der Rechts- und Wirtschaftswissenschaftlichen Fakultät der Universität Bayreuth innehatte, betreute Guttenbergs Doktorarbeit als Doktorvater durchgehend auch nach seiner Emeritierung. Seiner Fakultät wurde im Jahr 2000 ein Lehrstuhl für Medizinmanagement und Gesundheitswissenschaften gestiftet. Dafür spendete die Rhön-Klinikum AG von 1999 bis 2006 rund 750.000 Euro. An ihr hielt die Familie Guttenberg bis Februar 2002 knapp 27 Prozent der Aktienanteile. Guttenberg war von 1996 bis 2002 Mitglied ihres Aufsichtsrats. Deshalb kam der Verdacht auf, die Hochschule habe ihm nicht für seine akademische Leistung, sondern wegen seiner Rolle als Sponsor der Universität den Doktorgrad verliehen, er habe diesen also erkauft.
Die Rechts- und Wirtschaftswissenschaftliche Fakultät der Universität Bayreuth nahm Guttenbergs Dissertation 2006 an und bewertete sie 2007 mit der Höchstnote summa cum laude. Zweitgutachter war Rudolf Streinz, der seit 2003 Vertrauensdozent der CSU-nahen Hanns-Seidel-Stiftung an der Ludwig-Maximilians-Universität München ist. Die Verteidigung der Arbeit hielt Guttenberg am 27. Februar 2007, am 7. Mai 2007 erlaubte ihm die Universität vorläufig das Führen des Doktortitels. Guttenberg publizierte seine Dissertation beim Berliner Fachverlag Duncker & Humblot, der sie am 15. Januar 2009 als Buch mit einer Auflage von 400 gedruckten Exemplaren veröffentlichte. Nach Abgabe der Pflichtexemplare bei der Universität durfte Guttenberg ab dem 28. Januar 2009 dauerhaft den Grad eines Doktors der Rechte führen.
Nach Guttenbergs Aussage dauerte die Anfertigung etwa sieben Jahre und wurde somit 2000, also vor dem Start seiner politischen Karriere (2002), begonnen. Im Vorwort schrieb er, seine Dissertation entspringe einer „ungewöhnlichen Verkettung von Glücksfällen“. Aufgrund „freiberuflicher wie später parlamentarischer ,Ablenkung‘“ habe er sie zunächst nicht, durch eine „Mischung aus eherner professoraler Geduld (wie Liebenswürdigkeit), sanftem, aber unerbittlichem familiären Druck und wohl auch ein wenig der beklagenswerten Eitelkeit“ schließlich aber doch abgeschlossen.

## Ausgaben
Die Dissertation erschien 2009 als Band 176 in der Reihe Schriften zum Internationalen Recht (SIR) des Verlages Duncker & Humblot.
Die Unterschiede zwischen dem im Rahmen des Promotionsverfahrens eingereichten Werk und der Druckversion sind bislang unbekannt. Im Impressum des Buches wird aufgeführt: „Die Rechts- und Wirtschaftswissenschaftliche Fakultät der Universität Bayreuth hat diese Arbeit im Jahre 2006 als Dissertation angenommen.“ Eine Aktualisierung bzw. Überarbeitung der Arbeit wird dort nicht angegeben. Im Vorwort wird hingegen erwähnt: „Die Betrachtungen und Bezugnahmen dieser (2006 eingereichten) Monographie gehen nunmehr bis in das Jahr 2007 – abgesehen von einigen punktuell aktualisierten Gedanken.“ Das Vorwort weist folgende Datierung auf: „Berlin, im Winter 2008“.
Die gedruckte Buchausgabe wurde bis Februar 2011 vom Verlag und Buchhandel zum Preis von 88 Euro verkauft. Außerdem wurde die Arbeit im Rahmen des „eLibrary“-Angebots des Verlags als Elektronische Ressource an Bibliotheken und Institutionen verkauft sowie im Februar 2011 auch als E-Book im Buchhandel zum Preis von 80 Euro angeboten. Ferner bot der Verlag die Printausgabe zusammen mit der E-Book-Ausgabe für 106 Euro an.
Das Buch ist vergriffen und wird nicht neu aufgelegt. Die Digitalisat-Angebote dazu nahm der Verlag ebenfalls aus seinem Programm.

## Inhalt
Die Arbeit umfasst 475 Seiten und 1218 Fußnoten, wobei auf den eigentlichen Text 393 Seiten entfallen (S. 15–407). Der Anhang (S. 408 ff.) enthält einige Quellen, darunter zwei Papiere der CDU/CSU-Bundestagsfraktion sowie nicht-ratifizierte Amendment-Vorschläge zur Verfassung der Vereinigten Staaten, ein Literatur- und Sachwortverzeichnis.
Die Dissertation vergleicht – methodisch stark vom kulturwissenschaftlichen Ansatz des Betreuers der Dissertation, Peter Häberle, geprägt – die Verfassungsentwicklung in den Vereinigten Staaten mit der Entwicklung der Europäischen Union im Hinblick auf den Vertrag über eine Verfassung für Europa.
Dazu werden in Teil B der Arbeit die politischen Grundlagen und Debatten dargestellt, die für die amerikanische (Kapitel B I) und europäische Verfassungsgeschichte (Kapitel B II) von Bedeutung waren. In diesem Rahmen wird auch auf die gesellschaftlichen Funktionen einer Verfassung eingegangen und analysiert, welche Rolle in beiden Staatengemeinschaften die Gerichte spielten.
Kapitel B III behandelt den Einfluss der Vereinigten Staaten auf den Prozess der europäischen Einigung im Sinne der Europapolitik der USA. Kapitel B IV vergleicht in drei Themenkomplexen wesentliche Strukturelemente der Verfassungsordnungen: die Verfassungsgebung und die Verfahren der Verfassungsänderung; die Verfassungsinterpretation und die Rolle der Gerichte sowie die Verfassungsprinzipien (z. B. die Kompetenzverteilung und Prinzipien wie Demokratie oder Gewaltenteilung).
Aus den Ergebnissen werden „Lehren“ für die europäische Verfassungsentwicklung abgeleitet (Kapitel B V); dazu gehört zum einen die Einsicht, dass die Verfassung nicht die einzige Quelle einer „stabilen Ordnung der verfassten Einheit“ ist, sondern neben die gelebte Verfassungswirklichkeit tritt. Auch dürfe die Verfassung nicht um jeden Preis durchgesetzt werden; die Akteure sollten langfristiger denken und sich um eine breit angelegte öffentliche Diskussion stärker bemühen. Schließlich komme es darauf an, dass die Europäische Union ihre außen- und sicherheitspolitische Handlungsfähigkeit stärke – genau dies sei auch eines der „Leitmotive der Federalist Papers“ gewesen.
Teil C schließlich untersucht den Gottesbezug europäischer und amerikanischer Verfassungstexte und will aus diesem Vergleich die politisch umstrittene Frage nach einem Gottesbezug in der Verfassung der Europäischen Union beantworten. In diesem Punkt zieht die Arbeit die Vorbildfunktion der amerikanischen Verfassung in Zweifel.

## Rezensionen
Die publizierte Dissertation wurde erstmals 2009 in der juristischen Fachzeitschrift Bayerische Verwaltungsblätter, ein weiteres Mal in der Fachzeitschrift Die öffentliche Verwaltung rezensiert. Beide Rezensionen fielen positiv aus. Eine dritte verfasste Alexander Camann für die FAZ vom 18. März 2009. Er beschränkte seine Kritik auf einen ironischen Kommentar zum Vorwort der Dissertation, welche Guttenberg dort ein Produkt beklagenswerter Eitelkeit genannt hatte.
Die vierte Rezension erstellte der Bremer Staatsrechtsprofessor Andreas Fischer-Lescano für die von ihm mit herausgegebene juristische Fachzeitschrift Kritische Justiz. Sie erschien am 16. Februar 2011 und beurteilte den wissenschaftlichen Ertrag als „bescheiden“. Die Arbeit habe substanzielle Mängel, mäandere vor sich hin und zermürbe die Leser durch seitenlanges „Politsprech“ und die „Nacherzählung rechtspolitischer Diskussionen im Konvent“. Guttenberg mache „auch nicht ansatzweise deutlich, worin der aktuelle Erkenntniswert der seitenlangen Dokumentation zu den Gottesbezügen in Verfassungstexten“ in Teil C der Arbeit liege. Das Urteil „summa cum laude“ erscheine darum mehr als schmeichelhaft. In derselben Rezension beklagt Fischer-Lescano außerdem an mehr als 20 Textstellen „urheberrechtlich problematische Passagen“ und forderte die Universität Bayreuth deshalb zur Überprüfung der Promotion auf.

## Plagiatfunde und ihre Folgen
Die Süddeutsche Zeitung veröffentlichte die von Lescano entdeckten Plagiate am 16. Februar 2011. Noch am selben Tag fanden Journalisten und Blogger weitere Plagiate in der Einleitung der Arbeit.
Um die Plagiatsuche im Internet fortzusetzen und effektiv zu koordinieren, wurde am 17. Februar das GuttenPlag Wiki gegründet. Beteiligte fanden bis zum 30. März 2011 Plagiate auf 94,14 % der Seiten des Textkorpus. Darunter sind unausgewiesene Zitate aus insgesamt sieben Gutachten, die Guttenberg ungenehmigt durch Wissenschaftliche Dienste des Deutschen Bundestages erstellen ließ und wörtlich oder geringfügig verändert übernahm, sowie unausgewiesene Zitate und Fußnoten aus einem Standardwerk seines Doktorvaters.
Nach dem Entzug seines Doktorgrades am 23. Februar und wachsender öffentlicher Kritik trat Guttenberg am 1. März 2011 von seinen politischen Ämtern zurück und verzichtete am 3. März auf sein Bundestagsmandat, so dass seine Immunität erlosch. In seiner Rücktrittsbegründung ging er nicht auf die Frage absichtlicher Plagiierung ein, die er stets bestritten hat.
Eine am 16. Februar einberufene Kommission für „Selbstkontrolle in der Wissenschaft“ an der Universität Bayreuth prüfte die Arbeit bis zum 6. Mai 2011 mit dem Ergebnis: Guttenberg habe „die Standards guter wissenschaftlicher Praxis evident grob verletzt und hierbei vorsätzlich getäuscht“. Der über die ganze Arbeit verteilte Einbau von Plagiaten, gerade auch denen der Gutachten des Wissenschaftlichen Dienstes, und deren sprachliche Veränderungen zeige ein „bewusstes Vorgehen“, mit dem er sich die Autorschaft angemaßt habe.
Die Staatsanwaltschaft Hof ermittelte nach über 100 Strafanzeigen hauptsächlich wegen Urheberrechtsverstößen, aber auch wegen Untreue und Betrug. In einer Pressemitteilung vom 23. November 2011 teilte die Staatsanwaltschaft Hof mit, man habe in der Dissertation 23 Textpassagen herausarbeiten können, die strafrechtlich relevante Urheberrechtsverstöße enthielten. Allerdings sei der wirtschaftliche Schaden der verletzten Urheber nur marginal. Zudem sei unter den 199 Strafanzeigen gegen Guttenberg nur eine von einer betroffenen Rechteinhaberin. Deshalb hätten Gericht und Staatsanwaltschaft Hof das Verfahren mit einer Zahlungsauflage von 20.000 Euro an die Kinderkrebshilfe eingestellt.
Die Universitätsbibliotheken Göttingen, Osnabrück und Münster versahen Kataloge und gedruckte Exemplare der Dissertation mit Warnhinweisen auf die Plagiate darin. Eine von der Fachhochschulbibliothek Ansbach gestaltete „Guttenberg-Ecke“, die die Arbeit als Beispiel für zu vermeidendes Vorgehen darstellte, ließ der dortige Hochschulpräsident Gerhard Mammen entfernen.